# تهاني الجهني
تهاني الجهني إعلامية وصحفية سعودية ومقدمة أخبار على قناة العربية والعربية الحدث.

## السيرة المهنية
في بداياتها الصحفية، عملت في صحيفة البلاد، وكانت انطلاقتها الفعلية من صحيفة المدينة بعد تخرجها من الجامعة. ثم عملت مراسلة للفضائية اللبنانية إل بي سي من السعودية ، ثم انتقلت للعمل على إعداد برنامج عيشو معنا في مقر القناة في لبنان، بعدها ساهمت في اعداد برنامج صباح الخير يا عرب عام 2008 من مكتب قناة إم‌ بي‌ سي في السعودية. وانتجت تقارير لبرنامج إم بي سي في اسبوع، ثم انتقلت لقناة العربية في دبي عام 2012 وعملت كمحررة في غرفة الأخبار. وقدمت الأخبار كأول مذيعة سعودية في القناة عام 2013 على قناة العربية الحدث وتعتبر من الوجوه الأولى على القناة.

## المؤهلات
- بكالوريوس أحياء، كلية العلوم بجامعة الملك عبد العزيز.
- ماجستير إدارة أعمال تنفيذي، من جامعة الملك عبد العزيز.
- حاصلة على دورات متعددة في الإعلام.
- دورة الإعلام والسياسة الخارجية الأميركية في الولايات المتحدة الأميركية 2017.
- دورة مذيع أخبار في قناة العربية وأكاديمية فوكس للتدريب في دبي 2013.
- دورة الصحفي الشامل ومذيع أخبار من الخارجية الأمريكية وقناة العربية 2010.
- دورة في التحرير والتحقيق الصحافي من صحيفة النهار اللبنانية 2007.[5]